# Паспорт гражданина Кыргызстана
Паспорт гражданина Кыргызстана выдается гражданам страны с целью выезда за границу.

## Визовые требования

Страны и территории с безвизовым въездом или визами по прибытии для владельцев обычных паспортов Кыргызстана

В 2016 году граждане Кыргызстана могли въехать без предварительного получения визы в 58 стран и территорий, в результате чего кыргызский паспорт занял 79-е место в мире согласно Индексу паспортов.